# Polygamus
Polygamus is een geslacht van rechtvleugeligen uit de familie sabelsprinkhanen (Tettigoniidae). De wetenschappelijke naam van dit geslacht is voor het eerst geldig gepubliceerd in 1914 door Carl.

## Soorten
Het geslacht Polygamus omvat de volgende soorten:
- Polygamus macropterus Carl, 1914
- Polygamus punctipennis Carl, 1914